# 詭扯
《詭扯》（英語：Treat or Trick）是一部於2021年上映的臺灣動作喜劇片，由良人行影業製作。此電影由許富翔執導，陳柏霖、陳以文、劉冠廷、黃尚禾、林鶴軒及百白主演，電影翻拍自2004年的韓國電影《我們全村都不是人》。

## 劇情
黑警鋒哥（陳柏霖）要在48小時內找回被兄弟小強（侯彥西）黑吃黑的鑽石贓物，他循著手機訊號來到某村莊，卻怎麼也找不到對方。在詭異氣氛下，與徐伯（陳以文）為首的村民，展開一連串心戰與鬥智，局面陷入混亂時，竟還有女鬼（陳意涵）來搗亂，情節詭譎之餘又有許多突如其來的笑點貫穿全片。

## 演員
- 陳柏霖 飾 鋒仔／鋒哥
- 陳以文 飾 徐伯
- 劉冠廷 飾 老楊／學弟
- 林鶴軒 飾 小聰
- 黃尚禾 飾 和尚
- 侯彥西 飾 小強／強仔
- 邱彥翔 飾 榮盛／盛仔
- 百白 飾 美女
- 洛可杉 飾 志明
- 陳意涵 飾 林俐／小俐（特別演出）
- 林暉閔 飾 龍紋身少年
- 游安順 飾 林董
- 蔡哲文 飾 蕭狼
- 吳志慶 飾 陳警官
- 林志儒 飾 周再興

## 發行
《詭扯》於2021年7月11日在南韓富川國際奇幻影展首映。。本片入選2021年香港亞洲電影節「破」（即「影迷別注」）單元。

## 電影歌曲
| 曲序 | 曲目           |                | 作曲           | 演唱   |
| ---- | -------------- | -------------- | -------------- | ------ |
| 1.   | 詭扯（主題曲） | 陳零九、賴佑政 | 陳零九、賴佑政 | 陳零九 |

## 獎項紀錄
| 類別             | 頒獎日期       | 獎項         | 入圍者／作品           | 結果 | 參考  |
| ---------------- | -------------- | ------------ | ---------------------- | ---- | ----- |
| 富川國際奇幻影展 | 2021年7月16日  | 評審團大獎   | 《詭扯》               | 獲獎 | [ 3 ] |
| 臺北電影獎       | 2021年10月9日  | 最佳導演     | 許富翔                 | 提名 | [ 4 ] |
| 臺北電影獎       | 2021年10月9日  | 最佳女配角   | 百白                   | 獲獎 | [ 4 ] |
| 臺北電影獎       | 2021年10月9日  | 最佳男配角   | 劉冠廷                 | 獲獎 | [ 4 ] |
| 臺北電影獎       | 2021年10月9日  | 最佳剪輯     | 李棟全                 | 提名 | [ 4 ] |
| 臺北電影獎       | 2021年10月9日  | 最佳聲音設計 | 湯湘竹、劉小草、曾雅寧 | 提名 | [ 4 ] |
| 金馬獎           | 2021年11月27日 | 最佳新導演   | 許富翔                 | 提名 |       |
| 金馬獎           | 2021年11月27日 | 最佳男配角   | 劉冠廷                 | 獲獎 |       |
| 金馬獎           | 2021年11月27日 | 最佳改編劇本 | 林宇辰、許富翔、歐力福 | 提名 |       |
| 金馬獎           | 2021年11月27日 | 最佳視覺效果 | 郭憲聰                 | 提名 |       |
| 金馬獎           | 2021年11月27日 | 最佳美術設計 | 蕭仁傑                 | 提名 |       |
| 金馬獎           | 2021年11月27日 | 最佳造型設計 | 宋冠儀                 | 提名 |       |
| 金馬獎           | 2021年11月27日 | 最佳動作設計 | 洪昰顥                 | 提名 |       |
| 金馬獎           | 2021年11月27日 | 最佳音效     | 湯湘竹、劉小草、曾雅寧 | 提名 |       |
| 台灣影評人協會獎 | 2022年5月      | 最佳劇本     | 許富翔                 | 提名 |       |
| 台灣影評人協會獎 | 2022年5月      | 最佳男演員   | 劉冠廷                 | 提名 |       |

## 外部連結
- 詭扯的Facebook專頁
- 互联网电影数据库（IMDb）上《詭扯》的资料（英文）
- 台灣電影網上《詭扯》的資料（繁體中文）
- 豆瓣电影上《詭扯》的資料 （简体中文）